# Embargo contro Cuba

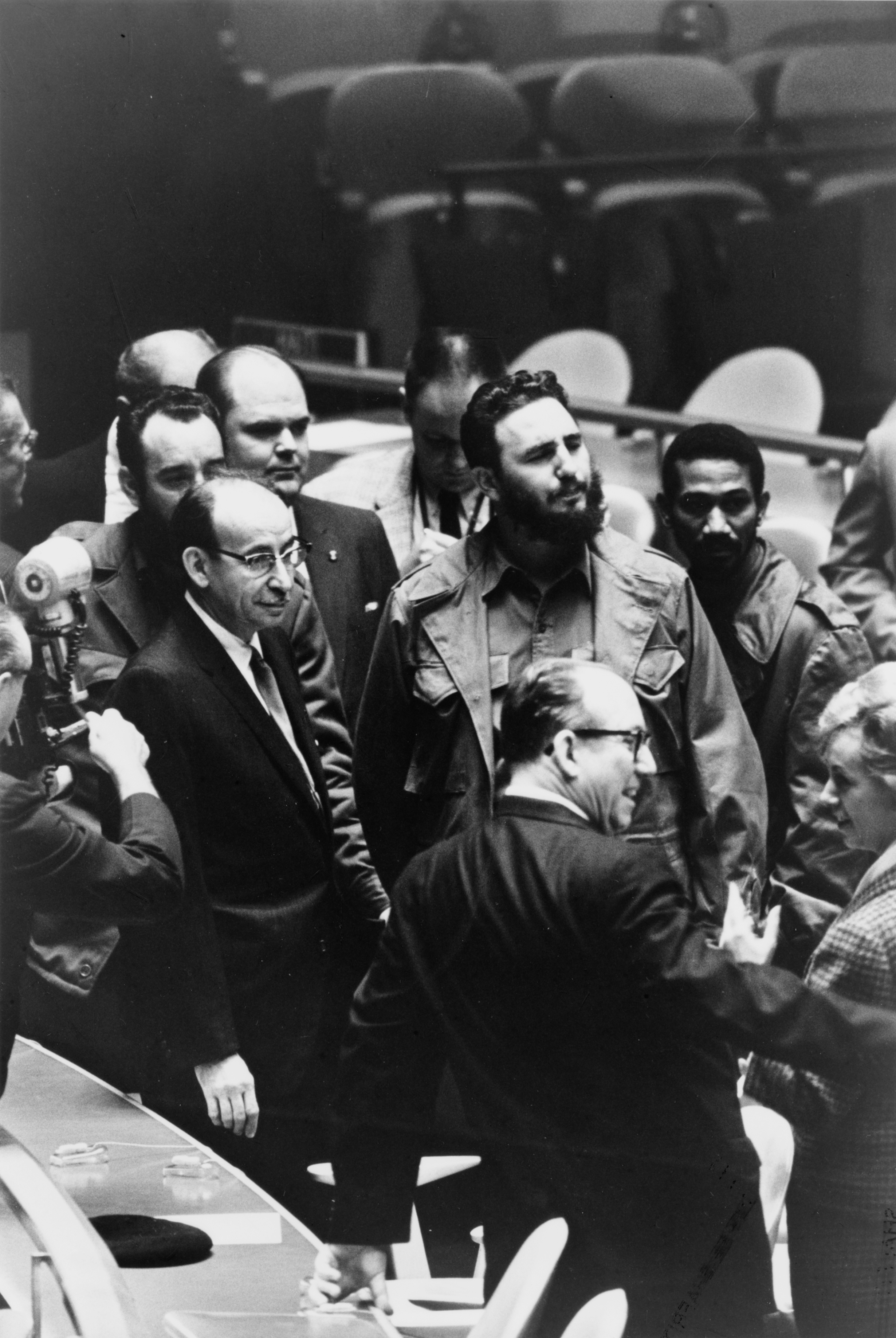
Fidel Castro ad un incontro delle Nazioni Unite

L'embargo contro Cuba, conosciuto anche come el bloqueo, è un embargo commerciale, economico e finanziario imposto dagli Stati Uniti d'America contro Cuba all'indomani della rivoluzione cubana. Il 17 dicembre 2014, il presidente statunitense Barack Obama annuncia l'intenzione di porvi fine. Tuttavia, per poter essere effettivamente rimosso, sarebbe stato necessario il voto favorevole del congresso americano, controllato dal Partito Repubblicano, che era contrario. Con la fine della presidenza Obama, il nuovo presidente Donald Trump ha rinnovato l'embargo fino a che non ci saranno «libere elezioni» nell'isola. L'embargo riguarda prevalentemente il solo commercio bilaterale USA-Cuba e non il commercio tra Cuba e la comunità internazionale; comunque le aziende che intrattengono rapporti con gli USA, ma vendono beni a Cuba, lo fanno con il rischio di possibili sanzioni degli Stati Uniti.

## Premesse
Prima del 1959 a Cuba gli statunitensi controllavano il petrolio, le miniere, le centrali elettriche, la telefonia e un terzo della produzione di zucchero di canna. Quell'anno gli Stati Uniti erano il primo partner commerciale cubano, comprando il 74% delle esportazioni e fornendo il 65% delle importazioni dell'isola.

### La riforma agraria
Dopo la presa del potere da parte dei rivoluzionari di Fidel Castro il 17 maggio 1959 viene varata la prima riforma agraria cubana, affidata all'INRA, Istituto Nazionale per la Riforma Agraria, che aveva il compito di espropriare e ridistribuire la terra.
La legge di riforma prevedeva la nazionalizzazione delle proprietà al di sopra dei 405 ettari e l'affidamento delle terre espropriate a cooperative agricole o a singoli coltivatori. Contemporaneamente, per impedire il minifondo, fissava dimensioni minime di 27 ettari e proibiva la vendita dei fondi ricevuti, il loro affitto e il frazionamento. Era inoltre previsto un sistema di indennizzo per gli espropriati basato sul valore dei terreni dichiarato a fini fiscali e il pagamento di questi compensi era liquidato in buoni del tesoro ventennali con un interesse massimo del 4%.
Gli espropri colpirono cittadini e compagnie statunitensi e spinsero il governo degli Stati Uniti a richiedere, inutilmente, una modifica degli indennizzi improntata a criteri di prontezza (compensi immediati e non dilazionati nel tempo), equità (stime basate sul valore reale e non su quello dichiarato al fisco) ed effettività (pagamenti in denaro liquido e non in titoli).
Nell'ottobre 1959 il presidente degli Stati Uniti Dwight Eisenhower reagì approvando un piano, proposto dal Dipartimento di Stato e dalla CIA, che prevedeva il supporto agli oppositori interni e includeva raid degli esuli contro l'isola a partire dal territorio statunitense.
Questa prima strategia venne modificata il 17 marzo 1960 dopo una riunione nello Studio Ovale che approvò un documento, elaborato dal gruppo 5412, denominato "A Program of Covert Actions Against the Castro Regime", basato su quattro punti: creare un'opposizione unitaria al regime all'estero; mettere in pratica un'offensiva basata sulla propaganda anticastrista; mantenere agenti sull'isola; addestrare una forza paramilitare all'estero preparata per future azioni sull'isola. Queste azioni erano conosciute dal presidente e da una ristretta cerchia di persone ma ignorate dalla grande maggioranza dei membri del Congresso statunitense.

### Le nazionalizzazioni
I rapporti con gli Stati Uniti andarono sempre più deteriorandosi e all'inizio del 1960 si ripeterono le incursioni degli esuli che a bordo di aerei da turismo partivano dalla Florida per bombardare le piantagioni cubane.
Nel febbraio 1960 il vicepresidente sovietico Anastas Mikojan arrivò all'Avana e dichiarò che l'Unione Sovietica sarebbe stata disposta ad aiutare Cuba. Tra i due Stati si stabilirono feconde relazioni diplomatiche e in breve la giovane rivoluzione poté contare su un prestito di cento milioni di dollari e un accordo per scambiare imponenti quantitativi di zucchero cubano con un'importante fornitura di petrolio sovietico. La prima conseguenza fu che, dopo essersi rifiutate di raffinare 300.000 tonnellate di petrolio acquistate dai sovietici, le compagnie statunitensi Standard Oil, Esso e Texaco e la britannica Shell furono espropriate. Il decreto di nazionalizzazione, che porta la firma del ministro dell'industria Che Guevara è del 29 giugno 1960.
Il 6 luglio 1960 il Congresso degli Stati Uniti votò una prima misura economica contro Cuba autorizzando il presidente a ridurre o sopprimere le importazioni di zucchero da Cuba. Il giorno dopo Eisenhower emanò un provvedimento che ridusse drasticamente tali importazioni per l'anno in corso. Va considerato che dall'inizio del secolo una serie di accordi commerciali avevano favorito la penetrazione della produzione di zucchero cubana negli Stati Uniti ma aveva legato l'economia cubana a questa esportazione, tanto che circa l'80% della moneta straniera che arrivava a Cuba proveniva dal commercio di zucchero con gli Stati Uniti. Sempre il 7 luglio, il Parlamento cubano rispose con una legge di nazionalizzazione di tutte società statunitensi operanti a Cuba. Come nel caso della riforma agraria furono previsti indennizzi attraverso buoni governativi ma si aumentava la dilazione temporale, che diventava trentennale, e si fissava un interesse annuo inferiore al 2%.
Questa legge anticipava la nazionalizzazione di tutte le grandi imprese private, che venne attuata con la legge del 13 ottobre 1960, cui Eisenhower rispose il 17 dello stesso mese con il ritiro dell'ambasciatore statunitense e la decisione di ridurre ulteriormente i commerci bilaterali.
Il 20 ottobre 1960 venne istituito un ampio embargo sulle esportazioni in base all'Export control Act del 1949. La scelta di fare appello a questa legge piuttosto che al Trading with the Enemy Act in teoria consentiva alle sussidiarie delle multinazionali statunitensi di aggirare il blocco anche se il Consiglio di Sicurezza statunitense aveva manifestato la netta preferenza verso l'utilizzo del Trading with the Enemy Act. Tra l'agosto e il settembre di quell'anno, il Dipartimento di Stato e quello del Tesoro avevano espresso posizioni molto diverse sull'applicazione dell'embargo e mentre il primo proponeva di attenuarne gli effetti, sottolineando ad esempio la necessità di mantenere attivi canali di comunicazione telefonica e di non estendere l'embargo a medicinali e beni alimentari per ragioni propagandistiche, il Tesoro insisteva sulla necessità di un embargo rigoroso.
Alla fine le misure economiche contemplavano, oltre al drastico crollo delle importazioni di zucchero, il divieto di ogni tipo di commercio eccetto cibo e medicine. Gli Stati Uniti prevedevano che l'entità degli scambi tra i due Paesi sarebbero crollati dai 1.100 milioni del 1957 a 100 milioni e gli investimenti diretti statunitensi sull'isola, che prima assommavano 900 milioni, sarebbero stati totalmente azzerati.
Quando la quota dello zucchero cubano sul mercato statunitense venne definitivamente diminuita, nel dicembre 1960, il Governo cubano firmò accordi per vendere a tutta l'area socialista 4 milioni di tonnellate di zucchero a un prezzo preferenziale di quasi quattro centavos (prezzo molto più alto rispetto alle quotazioni dello zucchero sul mercato occidentale).

### La baia dei Porci
Il 3 gennaio 1961 Fidel Castro, sicuro che l'ambasciata statunitense fosse un covo di spie e timoroso di un'invasione, chiese alla Casa Bianca di ridurre il personale diplomatico all'Avana per raggiungere gli stessi numeri della piccola delegazione cubana a Washington; per tutta risposta gli Stati Uniti troncarono le relazioni diplomatiche. È opinione di molti analisti che la dura politica estera statunitense accelerò, se non determinò, l'entrata di Cuba nella sfera d'influenza sovietica.
Il nuovo presidente John Fitzgerald Kennedy, che durante la campagna elettorale aveva accusato Richard Nixon (candidato repubblicano e vicepresidente con Eisenhower) di aver consegnato Cuba al comunismo, autorizzò nel febbraio 1961 la realizzazione pratica di un piano di intervento denominato operazione Zapata, elaborato sulla scia del programma per un'azione segreta contro il regime di Castro approvato dall'amministrazione Eisenhower il 17 marzo 1960. L'azione iniziò con alcuni bombardamenti aerei su piccola scala che resero palese l'intento di procedere a un'invasione ed ebbero come prima conseguenza il fermo di molti dissidenti cubani. Il 16 aprile 1961 Castro dichiarò Cuba Stato socialista e il giorno successivo iniziò lo sbarco nella baia dei Porci.
Il tentativo di invadere si risolse in un clamoroso fallimento: circa 1189 controrivoluzionari furono arrestati, imprigionati e processati. Venti mesi dopo, il 23 dicembre 1962, furono rilasciati, in cambio di 53 milioni di dollari in alimenti per bambini e farmaci.

## Il Blocco
Prima del blocco Cuba importava dagli Stati Uniti i mezzi di trasporto, gli elettrodomestici e quasi 30.000 articoli, utili e inutili per la vita quotidiana. Le prime misure della Rivoluzione avevano aumentato il potere d'acquisto delle classi deboli che avevano scoperto il piacere di consumare. All'inizio del 1961 il mercato nero cominciava a interessare le manifatture ma non c'era ancora la percezione dello stato delle cose perché la mancanza di beni contrastava con la gran quantità di denaro in circolazione. Il 12 marzo 1962 venne imposto un drastico razionamento dei beni alimentari e più tardi vennero a mancare molti articoli di uso domestico. Il Natale del 1962 fu il primo ad essere festeggiato senza carne di maiale e torrone, con i giocattoli razionati. Ma fu il primo nella storia di Cuba in cui tutti i bambini, senza eccezione, ebbero almeno un giocattolo.
Il blocco economico contro Cuba scatta ufficialmente con il Proclama 3447 nel 1962.
Alcuni analisti evidenziano comunque come il Proclama 3447 segnò il culmine dell'escalation di un conflitto che, pur non sfociando in un diretto conflitto armato, ha le caratteristiche di una guerra dal punto di vista diplomatico, economico e legale delle relazioni.
Nel frattempo gli Stati Uniti non rinunciarono a colpire Cuba in modo più diretto e a partire dal 1961 tentarono di destabilizzare il Governo castrista con atti di terrorismo e sabotaggi, come previsto dall'operazione Mangusta.

### Il Proclama 3447
Dal 22 al 31 gennaio 1962 si svolse a Punta del Este, in Uruguay, l'ottavo "Meeting of Consultation of Ministers of Foreign Affairs" (Incontro di Consultazione dei Ministri degli Affari Esteri) dell'OAS. Il Documento finale approvato dai partecipanti parlava esplicitamente di "offensiva comunista in America", paventando un pericolo per le istituzioni democratiche e l'unità del Continente. Per questo istituiva un Comitato Speciale per la Sicurezza contro la sovversione comunista e dichiarava Cuba escluso dal Sistema Interamericano.
Il 7 febbraio 1962, con il "Proclama 3447" Kennedy ampliò le restrizioni commerciali varate da Eisenhower nell'ottobre 1960 e impose l'embargo su ogni tipo di scambio. Il Proclama 3447, che faceva esplicito riferimento agli esiti del meeting di Punta del Este, richiamò l'autorizzazione emanata dal Congresso il 4 settembre 1961 con il Foreign Assistance Act; ma al contrario di questa, che cercava le ragioni dell'embargo anche nel danno economico provocato ai cittadini statunitensi dagli espropri, l'atto presidenziale pose l'accento solo sull'allineamento ideologico del governo di Cuba al comunismo sino-sovietico. Il portavoce di Kennedy, Pierre Salinger, dichiarò che prima di siglare l'embargo il presidente lo incaricò di procurargli un migliaio di sigari H. Upmann, un particolare tipo di cubani che fumava abitualmente e che presto non avrebbero più potuto essere acquistati negli Stati Uniti.

### La crisi di Cuba
Sentendosi minacciati dalla vicina superpotenza, i cubani chiesero all'Unione Sovietica l'installazione di batterie di missili nucleari sul proprio territorio. Il 14 ottobre 1962, un aereo spia U-2 statunitense evidenziò la costruzione di una postazione missilistica e, dopo successive ricognizioni, il presidente Kennedy annunciò in un appello televisivo del 22 ottobre la scoperta delle installazioni e dichiarò l'Unione Sovietica direttamente responsabile di eventuali attacchi missilistici provenienti da Cuba. Kennedy ordinò inoltre una "quarantena" navale sull'isola per prevenire ulteriori consegne di materiale militare, evitando di utilizzare il termine blocco navale in quanto interpretabile come atto di guerra in base al diritto internazionale.
La crisi terminò il 28 ottobre con il ritiro dei missili sovietici in cambio del ritiro dei missili statunitensi dalla Turchia e della garanzia che gli Stati Uniti non avrebbero appoggiato un'invasione a Cuba. La quarantena navale venne rimossa il 20 novembre.
Terminata la crisi dei missili, Kennedy intensificò le sanzioni contro Cuba. Il 7 febbraio 1963 venne proibito il trasporto di merci statunitensi su navi straniere che avessero fatto tappa nei porti cubani.

### Il Cuban Asset Control Regulation
L'8 luglio 1963, utilizzando il Trading with the Enemy Act, venne infine varato il Cuban Assets Control Regulations (CACR). Con questi "regolamenti sul controllo dei patrimoni cubani" si proibisce l'esportazione di prodotti, tecnologie e servizi statunitensi a Cuba, sia direttamente che attraverso Stati terzi. Viene inoltre proibita l'importazione di prodotti cubani, sia direttamente che indirettamente, fatta eccezione per materiale informativo e opere d'arte con valore inferiore ai 25.000 dollari. Si sancisce il totale congelamento dei patrimoni cubani (sia statali, sia dei cittadini) in possesso statunitense e viene posto l'assoluto divieto di mandare rimesse a Cuba o favorire viaggi verso gli Stati Uniti, prevedendo licenze particolari solo in caso di emergenze umanitarie.

## Il Cuban Democracy Act
Tale documento stabilisce che verrà tolto l'embargo quando saranno soddisfatte alcune condizioni:
1. Svolgimento di elezioni libere e oneste;
2. Ripristino dei partiti di opposizione, dando loro il tempo di riorganizzare la campagna elettorale;
3. Rispetto delle libertà fondamentali e dei diritti umani dei cittadini cubani;
4. Instaurazione di un regime economico di libero scambio;
5. Modifiche costituzionali tali da permettere elezioni libere e oneste come al punto 1.

## La legge Helms-Burton
Tale legge, del 1996, aggrava l'embargo stabilendo che gli Stati Uniti ritireranno tutti i finanziamenti verso le organizzazioni internazionali che violeranno l'embargo e annullerà le importazioni da quei paesi che effettueranno traffici con Cuba nella stessa misura delle importazioni da questi effettuate. Tale legge è stata ritenuta da molti illegittima in quanto, oltre a contribuire al mantenimento dell'economia cubana a uno stadio di povertà, viola il diritto di autodeterminazione, la libertà degli scambi economici, il divieto di non ingerenza nelle questioni di sovranità interna.

### La presidenza Obama

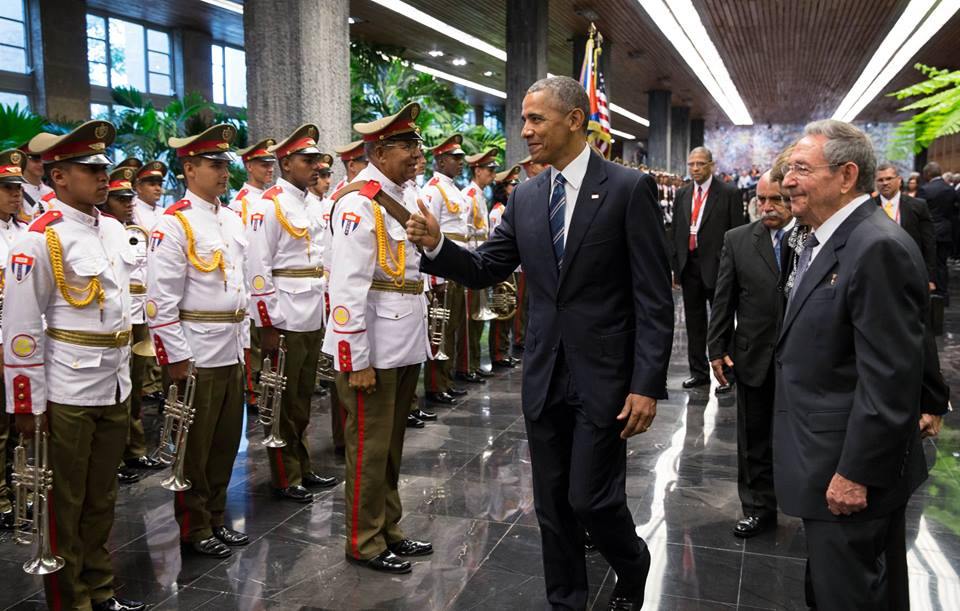
Barack Obama e Raúl Castro nel Palazzo della Rivoluzione a L'Avana (2016)

Il 13 aprile 2009 il presidente statunitense Barack Obama ha ordinato la revoca delle restrizioni ai viaggi e alle rimesse per i cubano-americani con parenti nell'isola. La direttiva allarga tra l'altro la gamma di oggetti che possono essere spediti a Cuba conservando il divieto di inviare doni ai dirigenti del Partito Comunista di Cuba e agli alti funzionari del governo.
La decisione mira a rendere il popolo cubano "meno dipendente dal regime castrista". Il segretario del Partito Comunista di Cuba, Fidel Castro, ha commentato le aperture chiedendo la fine dell'embargo e affermando che "Cuba ha resistito e resisterà ancora. Non tenderà la mano per chiedere l'elemosina. Andrà avanti con la testa alta".

## El Bloqueoe la Comunità internazionale
Il 26 luglio 1964 sanzioni multilaterali furono varate dall'OAS e vennero poi ritirate il 29 luglio 1975.

### L'espressione dell'Assemblea Generale delle Nazioni Unite
Nell'ottobre 2011 l'Assemblea generale delle Nazioni Unite ha approvato con 187 voti favorevoli, 2 contrari (Israele e Stati Uniti) e 3 astensioni (i piccoli stati di Palau, Isole Marshall e Micronesia) una mozione per chiedere agli Stati Uniti la cessazione dell'embargo.
In precedenza l'ONU si era già espressa svariate volte contro l'embargo, con una maggioranza sempre più ampia: dai 59 voti contro l'embargo del 1992, si è passati a 179 nel 2004, 182 nel 2005, 184 nel 2007 e 185 nel 2008. Nel 2009 i voti favorevoli sono saliti a 187 voti favorevoli, con 3 contrari (Israele, Palau e Stati Uniti) e 2 astenuti (Isole Marshall e Micronesia). Nel 2010 si è ripetuto l'esito dell'anno precedente, con la significativa eccezione di Palau che non ha più espresso un voto contrario, ma ha preferito l'astensione lasciando così soltanto Israele e Stati Uniti ad opporsi alla cessazione dell'embargo. Nel 2013, per la ventiduesima volta, l'Assemblea dell'ONU si è espressa contro l'embargo con 188 voti favorevoli, 2 contrari (Stati Uniti e Israele) e 3 astenuti (Palau, Micronesia e Isole Marshall). La posizione dell'Assemblea Generale è stata confermata per ultimo con la risoluzione n. 69/5 del 28 ottobre del 2014, approvata con le stesse maggioranze dell'anno precedente. In essa vengono tra l'altro riaffermati il principio di uguaglianza sovrana degli Stati, quello di non intervento e non ingerenza negli affari interni di altro Stato ed infine la libertà di commercio e di navigazione internazionale.
Il 23 giugno del 2021 si è ripetuto il 29° voto contrario all'embargo, con 184 voti favorevoli alla mozione, 2 contrari (Stati Uniti e Israele) e tre Stati che si sono astenuti (Colombia, Emirati Arabi Uniti e Ucraina).
Il 2 novembre 2023, per la 30ª volta, è stata votata la cessazione dell'embargo a Cuba con 187 voti favorevoli, 2 contrari (Stati Uniti e Israele) e un voto d'astensione (Ucraina).

## La ripresa delle relazioni diplomatiche con gli Stati Uniti
In seguito ad uno scambio di prigionieri tra Cuba e gli Stati Uniti, i presidenti Barack Obama e Raul Castro hanno annunciato di voler riallacciare le relazioni diplomatiche tra i due Stati a partire dal 17 dicembre 2014 per favorire i viaggi nei due Paesi e l'economia cubana. Alan Gross, un prigioniero americano per motivi umanitari, e una spia americana in cambio di tre dei restanti membri dei Cinque Cubani. Obama ha anche annunciato di voler revisionare lo status internazionale di Cuba – considerata prima come un Paese terrorista – e di voler chiedere al Congresso americano di togliere del tutto l'embargo. Cuba ha accettato di liberare 53 prigionieri politici e di consentire l'accesso nella nazione agli ispettori della Croce Rossa e delle Nazioni Unite sui diritti umani.
Grazie alle modifiche annunciate da Obama ci sarà un aumento della facilità del commercio tra i cittadini e le imprese cubani e quelli del resto del mondo, comprese le istituzioni finanziarie. Inoltre le banche statunitensi, anche se in precedenza autorizzate, non saranno in grado di accedere direttamente al sistema finanziario cubano.